# Велика Андрієвка
Велика Андрі́євка (рос. Большая Андреевка) — присілок у складі Нижньоломовського району Пензенської області, Росія.
Населення — 34 особи (2010; 54 у 2002).
Національний склад станом на 2002 рік:
- росіяни — 100 %